# Янтарь (резиденция)
Янтарь (официальное название Федеральное государственное бюджетное учреждение «государственный комплекс „Янтарь“» или Государственная резиденция «Янтарь» управления делами Президента РФ) — резиденция Президента Российской Федерации, расположена в городе Пионерский, Калининградская область.
Входит в число дополнительных, после четырёх главных, официальных резиденций: Кремль, Горки-9, «Бочаров Ручей» и «Долгие Бороды». Данная резиденция может принимать не только одного человека, но и чиновников правительства страны, депутатов Госдумы, сенаторов Совета Федерации. Попасть в комплекс можно только через управление делами президента и губернатора Калининградской области.

## История резиденции
Госрезиденция «Янтарь» была построена на территории, где некогда находилась дача канцлера Отто фон Бисмарка. Впоследствии здесь располагались казармы немецкой постройки для пилотов люфтваффе, которые к началу XXI века были доведены до полной разрухи. Основное строение резиденции снаружи является точной копией особняка, который возвели по старинным чертежам, первого рейхсканцлера Германии Отто фон Бисмарка в популярном в Калининграде «прусском» стиле. Дмитрий Медведев открыл государственную резиденцию «Янтарь» в конце июля 2011 года. В 2011 году, здесь трижды отдыхал от работы президентом Дмитрий Медведев. Разрешено отдыхать здесь было позволено и Сергею Лаврову. По другим данным «за четыре года её существования там всего один раз ночевал нынешний премьер Дмитрий Медведев. Ну, ещё разок министр иностранных дел Сергей Лавров останавливался».
В 2013 году, через два года после постройки, комплекс уже нуждался в реставрации. В частности, подмытые штормами тяжелые железобетонные опоры повисли в воздухе и тянут за собой вниз лестничные марши. Разрушены и металлические сетки с камнями, предназначенные для укрепления берега от разрушения.
В 2014 году поломались и дорожки, и на сайте госзакупок была размещена информация об аукционе на выполнение работ по перекладке клинкерной плитки на пешеходных дорожках в государственной резиденции за 385 тысяч рублей.

## Описание резиденции
Здание — четыре этажа. На первом — просторный холл с мраморным полом оформлен в теплых солнечных тонах, интерьер включает элементы позолоты. Хрустальные люстры и светильники, мягкие ковры. Здесь расположены — зал приемов и холл, а также лобби-бар. Есть также буфет, кухня (с хранилищами на 10 тонн продуктов), зал для журналистов и обеденный зал на 22 места.
На каждом этаже расположена гостиница из 16 номеров (в зеркальном отражении — два крыла по 8 номеров). Четыре номера для ВИП-персон, а остальные — люксы. Левое крыло — президентское, а рядом зал Совета Безопасности.
По флангам резиденции − зеленые башенки для охраны. Глубоко под землёй обустроен надёжный бункер для президента, на случай ядерной войны.
На кристаллизацию мраморного пола из госбюджета выделили 450 тысяч рублей, на шахматы из янтаря — 367 тысяч. Была приобретена натирка для паркетных полов за 450 тысяч рублей, флаги за 130 тысяч рублей и пледы за 180 тысяч рублей. К резиденции, за деньги налогоплательщиков, была проложена четвёртая очередь Приморского кольца, соединяющая Зеленоградск и Светлогорск. Над ландшафтным дизайном поработали питерские специалисты, которые и обслуживают территорию.
Есть простые души с программным обеспечением, солярий, швейцарские души с гидромассажем, душ Виши, турецкая баня, русские бани, паровая сауна с ледяным колодцем, джакузи. В комплексе так же есть и бассейн, где температура воды постоянно (даже когда там никого нет) держится на уровне 26,5 градусов по Цельсию.
Директор комплекса — Юрий Поляков, ранее 17 лет возглавлял калининградский Пограничный институт ФСБ, имеет звание генерал-майора. Есть разного рода салоны красоты, косметические и массажные кабинеты. Обслуживающий персонал — «очаровательные и милые девушки», которые помогут посетителям.
Территории резиденции включает два теннисных корта, площадку для мини-футбола, баскетбольную площадку. Ландшафтно-парковая композиция дополняется прудом с вытекающей из артезианской скважины водой отменного качества в которой постоянно поддерживается жизнь 300 рыб: водится радужная и белая форель, толстолобики и карпы. За забором госрезиденции выстроен бетонный променад длиной в 1,5 км с причалом для яхт.